# Dixi kutya kalandjai
A Dixi kutya kalandjai (eredeti cím: Digswell vagy The Digswell Dog Show) 1996-ban futott ausztrál televíziós rajzfilmsorozat, amelynek írói Susan Tanner, Margaret Morgan és Jamie West. A tévéfilmsorozat az Energee Entertainment Pty Ltd. gyártásában készült. Műfaját tekintve akciófilm-sorozat, kalandfilmsorozat és filmvígjáték-sorozat. Ausztráliában a Network Ten vetítette, Magyarországon a TV2 és a Super TV2, és a Kiwi TV sugározta.

## Ismertető
A történet főhőse egy kutya, neve Dixi. Gazdája Daisy, egy kislány. Ketten együtt külvárosban élnek. Közösen reggel és este szeretnek híradót nézni. A reggeli híradó után gyakran elindulnak  egy összetartva egy nyomozásra. Daisy pórázon sétáltatja Dixit. Dixi gyakran hóbortos bajba keveri Daisyt. Dixinek nagyon jó a szimata. Dixi jellegzetes tulajdonsága az is, hogy szuper gyors ásó a föld alatt. Sok különböző helyet járnak körbe, ahol felfedeznek sok érdekes dolgot, pl. ismeretlen vadászatot. Értékes dolgokra is bukkannak, pl. aranyat találnak a föld alatt. Kalandjaik végére érve, hazamennek. Hazaérésük után az esti híradót nézik. A tévében is hallnak bizonyos jó híreket, amik lényegesen nekik köszönhetően történtek azon a napon.

## Szereplők
| Szereplő | Eredeti hang | Magyar hang          | Leírás                                                                 |
| -------- | ------------ | -------------------- | ---------------------------------------------------------------------- |
| Dixi     | David Gibson | Csík Csaba Krisztián | Daisy kutyája, aki egy szuper jó szaglású és szuper gyors ásó kutya.   |
| Daisy    | Rachei King  | Náray Erika          | Dixi gazdája, aki egy kislány és rendszeresen szereti nézni a híradót. |

- További magyar hangok: Bácskai János, Németh Gábor, Orosz István, Pipó László, Szabó Gertrúd, Szűcs Sándor, Várkonyi András, Zsurzs Kati

## Magyar változat
A magyar változat munkatársai:
- Magyar szöveg: Juhász Erika
- Hangmérnök: Házi Sándor
- Szinkronrendező: Hilt Ildikó

A szinkront a TV2 megbízásából a MASTERFILM Digital készítette.

## Epizódok
| #   | Magyar cím              | Angol cím                  |
| --- | ----------------------- | -------------------------- |
|     |                         |                            |
| 01. | Találkozás Daisy-vel    | Meeting Miss Daisy         |
| 01. | Dixi a szuperhős        | Digswell the Hero          |
|     |                         |                            |
| 02. | Hegycsúcsugrató hókutya | Snowbound Hound            |
| 02. | Ebolimpia               | The Dog Olympics           |
|     |                         |                            |
| 03. | Őshőskutya              | Funny Bones                |
| 03. | Sivatagi fúrástatás     | Doggone Desert             |
|     |                         |                            |
| 04. | Kaszkadőrmalőr          | A Star Unleashed           |
| 04. | Mesés kincskeresés      | Skull Diggery              |
|     |                         |                            |
| 05. | A Bermuda háromszög     | Bermuda Triangles          |
| 05. | Téboly a föld mélyén    | Fiasco at the Earth's Core |
|     |                         |                            |
| 06. | Száguldó négylábú       | Driven Dog-Crazy           |
| 06. | Ugatómarslakó           | Mars or Bust               |
|     |                         |                            |
| 07. | Varázslovagvár          | In a Cauldron of Chaos     |
| 07. | ?                       | Gone to the Dogs           |
|     |                         |                            |
| 08. | Lebirkózott hústorony   | Kung Poock                 |
| 08. | Pokoli torony           | The Mowling Inferno        |
|     |                         |                            |
| 09. | Vadnyugati terápia      | A Few Hollers More         |
| 09. | Kutyaszerelem           | Puppy Love                 |
|     |                         |                            |
| 10. | Gengszterebbé képzés    | Gangbusters                |
| 10. | Áriafúria               | Paw-Varotti                |
|     |                         |                            |
| 11. | Aranymancsú Dixi        | Digswell Down Under        |
| 11. | Di Di Di Didergő Dixi   | Dog of the Autarctic       |
|     |                         |                            |
| 12. | Eb rettentés            | Jail Break                 |
| 12. | Hullám kutyaglás        | Surf's Pup                 |
|     |                         |                            |
| 13. | Csaholt vádak           | Dogs Law                   |
| 13. | Eget verő szenzáció     | Loop the Loopy             |